# Qiniang Shan
Qiniang Shan (kinesiska: 七娘山) är ett berg i Kina. Det ligger i provinsen Guangdong, i den södra delen av landet, omkring 150 kilometer sydost om provinshuvudstaden Guangzhou. Toppen på Qiniang Shan är 844 meter över havet.
Qiniang Shan är den högsta punkten i trakten. Närmaste större samhälle är Kuiyong, 18,1 km nordväst om Qiniang Shan. I omgivningarna runt Qiniang Shan växer i huvudsak städsegrön lövskog.
Genomsnittlig årsnederbörd är 2 314 millimeter. Den regnigaste månaden är maj, med i genomsnitt 617 mm nederbörd, och den torraste är oktober, med 17 mm nederbörd.